# 俺の血が騒ぐ
『俺の血が騒ぐ』（おれのちがさわぐ）は、1961年1月9日に公開された、海洋アクション映画、主演は赤木圭一郎。ロケはかつて東京と釧路を結んでいた定期航路船、「大雪山丸」で行われた。
赤木圭一郎が演じる、大学卒業を控えた若き男が、とある男に促され、父親を殺害した犯人を捜すため、密輸船の船員となる。

## あらすじ
二人の兄弟、笠原邦夫と昭は、父親が殺害されたことで人生を一変させた。クニオは父親の仇を討つために捜査に乗り出し、犯人を見つけるまで手段を選ばない。邦夫の婚約者である節子は、邦夫の狂気についていけず、別の男、兄のアキラに安らぎを見出していた。

## キャスト
- 赤木圭一郎 : 笠原邦夫
- 沢本忠雄 : 笠原明
- 小沢栄太郎 : 宮沢浩平
- 笹森礼子 : 娘・節子
- 広岡三栄子 : 妻・光枝
- 葉山良二 : 健次
- 安部徹 : 立岩
- 弘松三郎 : 乾分・関
- 高品格 : 乾分・大野
- マイク・ダントーニ : 乾分・エリック
- チコ・ローランド : 乾分・テーラー
- 加原武門 : 乾分・拳銃売主人
- 雲丘恵介 : 玄海丸・田村船長
- 英原穣二
- 河野弘 :
- 花村典克
- 黒田剛
- 鴨田喜由
- 長尾敏之助
- 河合健二
- 立川博
- 糸賀靖雄
- 浜口竜哉
- 南田洋子 : エルムのマダム恵子

## スタッフ
- 監督 ：山崎徳次郎
- 脚本 ：池田一朗、長谷部安春、加藤新二
- 音楽 : 山本直純[1]
- 撮影 : 姫田真佐久
- 編集 : 鈴木晄
- 原案 : 山崎忠昭
- 企画 : 岩井金男
- 助監督 : 鍛冶昇[1]
- 主題歌 : 赤木圭一郎 「風は海から吹いてくる」
- 挿入歌 : 赤木圭一郎 「俺の血が騒ぐ」

## 併映作品
- 『刑事物語 ジャズは狂っちゃいねえ』